# Benthochromis tricoti
Benthochromis tricoti är en fiskart som först beskrevs av Poll, 1948.  Benthochromis tricoti ingår i släktet Benthochromis och familjen Cichlidae. IUCN kategoriserar arten globalt som livskraftig. Inga underarter finns listade.